# دینوکوکوس-ترموس
دینوکوکوس-ترموس یک شاخه از باکتری‌ها است که بسیار مقاوم به خطرات زیست‌محیطی هستند و همچنین به عنوان شدیددوست‌ها شناخته می‌شوند.
این باکتری‌ها دیواره سلولی ضخیمی دارند که آنها را سویه‌های گرم مثبت می‌سازد، اما آنها غشا دومی نیز دارند و بنابراین در ساختار به باکتریهای گرم منفی نزدیکترند. کاوالیر-اسمیت این کلاد را هدوباکتریا خواندند. (گرفته شده از هادس، جهان زیرزمینی یونانی).

## طبقه‌بندی
شاخهٔ دینوکوکوس-ترموس متشکل از یک ردهٔ (دینوکوکی) و دو راسته است:
- دینوکوکال‌ها شامل دو تیره (دینوکوکاسا و تروپراسا) با سه سردهٔ دینوکوکوس، دینوباکتریوم و تروپرا است.[۶][۷][۸]  تروپرا رادیوویکتریکس اولین عضو متفرقهٔ راسته است. درون راسته، با توجه به گونه‌های دینوباکتریوم و تروپرا، دینوکوکوس یک خوشهٔ گروه فراگیر مجزا است.[۹] این سرده شامل چندین گونه است که به اشعه مقاوم هستند؛ آنها برای توانایی خود در خوردن زباله‌های هسته‌ای و سایر مواد سمی، زنده ماندن در خلاء و زنده ماندن در سرما و گرمای شدید معروف هستند.
- [۱۰]
- ترمال‌ها شامل چندین سردهٔ مقاوم در برابر گرما (مارینیترموس، میوترموس، اوشنیترموس، ترموس، ولکانیترموس، رابدوترموس) قرارگرفته در تیرهٔ می‌باشد.[۱۱] تجزیه و تحلیل تبارزایی نشان می‌دهد که در ترمال‌ها، با توجه به مارینیترموس، اوشنیترموس، ولکانیترموس و رابدیترموس که به عنوان گروه‌های خارجی درون راسته هستند، گونه‌های میوترموس و ترموس یک گروه فراگیر را تشکیل می‌دهند. . این موضوع پیشنهاد می‌کند که گونه‌های میوترموس و ترموس نسبت به دیگر سرده‌های درون راسته به هم نزدیکتر هستند. ترموس آکواتیکوس در توسعهٔ PCR برای استفاده از آنزیم DNAپلیمراز مقاوم به گرما بسیار مهم بود.[۱۲]

هر چند این دو گروه از یک جد مشترک تکامل یافته‌اند، دو مکانیسم مقاومت تا حد زیادی مستقل از هم به نظر می‌رسد.